# John Septimus Roe

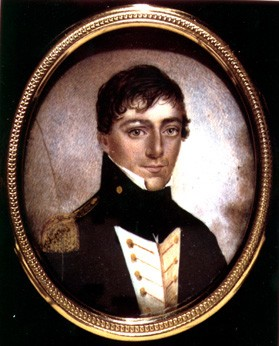
John Septimus Roe, 1824

John Septimus Roe (* 8. Mai 1797 in (Newbury, England); † 28. Mai 1878 in Perth, Australien) war der erste Surveyor-General (dt. ranghöchster staatlicher Landvermesser) von Western Australia. Er war ein renommierter Entdecker und für beinahe 40 Jahre Mitglied des Western Australian Legislative Council und Western Australian Executive Council.
Seine Entdeckungsreisen machen ihn zu einem der bedeutendsten Entdecker Australiens und er wird auch häufig als der „Vater der Entdecker Australiens“ bezeichnet.

## Leben
John Septimus Roe war der siebte Sohn von James Roe, einem Rektor in Newbury. Mit 10 Jahren wurde Roe in die Christ's Hospital School nach London geschickt, um dort für eine Karriere als Schullehrer ausgebildet zu werden. Dort zeigte er großes mathematisches Talent und wurde für die weitere Ausbildung an einer mathematischen Schule vorgeschlagen. Die Schule bildete ausgewählte Studenten für den Dienst in der Royal Navy aus. Als außergewöhnlich begabter Schüler konnte er bereits im Alter von 15 Jahren in die Navy eintreten, um dort seine Ausbildung fortzusetzen.
Er heiratete Mathilda. Mit ihr hatte er sechs Töchter und zwei Söhne. Sein jüngster Sohn war ein bekannter Polizist in Perth.

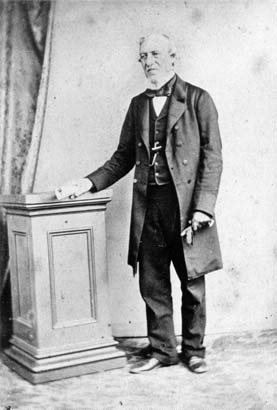
John Septimus Roe, 1870

Nach dem Tod seiner Frau Matilde im Jahr 1871, bat Roe um Erlaubnis in Rente gehen zu dürfen. Im Alter von 73 Jahren hatte er  der Kolonie für über 40 Jahre gedient. Bereits auf einem Auge blind wurde er im Laufe der nächsten fünf Jahre zusehends gebrechlicher und starb schließlich am 28. Mai 1878.

## Zeit bei der Marine
John Septimus Roe trat am 11. Juni 1813 in den Marinedienst ein. Seinen ersten Posten bekleidete er als Midshipman an Bord der HMS Rippon, unter Kapitän Sir Christopher Cole. Für ein gesamtes Jahr war die Rippon an der französischen Seeblockade beteiligt. Nachdem die napoleonischen Kriege 1814 geendet hatten, kehrte die Rippon nach England zurück und Roe wurde am 17. August Kadett auf der HMS Horatio unter Kapitän Dillon. Roe fuhr auf der Horatio bis zum Januar 1817. Am 4. Februar 1817 versetzte ihn die Admiralität in den Vermessungsdienst nach New South Wales, unter dem Kommando von Phillip Parker King. Roe segelte auf dem Truppentransporter Dick nach Australien, wo er am 3. September 1817 eintraf.

### Vermessungsdienst in New South Wales
Roes erste Vermessungsfahrt als Kings Assistent, war dessen Expedition im Jahre 1817, eine grobe Erkundung der nord- und nordwestlichen Küste Australiens. Der Trupp stach am 21. Dezember 1817 mit der HMS Mermaid in Port Jackson (Hafen Sydney) in See; sie segelten zunächst in  Richtung Süden, dann westwärts entlang der australischen Südküste. Während das Schiff im King George Sound im Januar 1818 vor Anker lag, wäre Roe beim Versuch den Oyster Harbour zu umfahren beinahe im Kalgan River ertrunken. Später erlaubte man Roe eine Bucht an der Nordwestküste zu benennen. Er wählte den Namen Nickol Bay, zum Gedenken an einen Mann, der bei der Fahrt über Bord gegangen war. An der Nordküste benannte King einen Punkt auf der Halbinsel Mount Roe, zu Roes Ehren. Die Mermaid kehrte entlang der West- und Südküste nach Sydney zurück, wo sie am 29. Juli eintraf.
Ende Dezember 1818 segelte die Mermaid nach Van-Diemens-Land (heute Tasmanien), um dort den Derwent River und die Ostküste bis nach Macquarie Harbour zu kartografieren. Dies ließ sich leicht bewerkstelligen, so dass die Mannschaft bereits Mitte Februar 1819 nach Sydney zurückkehrte.
Für die nächste Reise, die King Expedition von 1819, wurden 8 bis 9 Monate angesetzt. Ihre Aufgabe war es, die nördliche Küste genauer zu erfassen. Nachdem man Sydney am 8. Mai 1819 verlassen hatte, umsegelten man zunächst die Cape-York-Halbinsel und querte den Golf von Carpentaria. Man verbrachte längere Zeit mit der Erfassung der Küste und der Inseln von Arnhemland, bevor man die Bathurst Island und den Cambridge Golf kartografierten. Ihre Reise führte sie weiter westwärts, vorbei am Cape Londonderry bis zum Bonaparte Archipel. Ein weiteres Mal querten sie nach Timor, um Lebensmittel aufzunehmen und dann nach Sydney zurückzukehren.
Roes nächste Reise, die King Expedition von 1820, war wiederum dazu bestimmt die Nordküste zu erfassen, aber bereits kurz nach dem Auslaufen gerieten sie in einen Sturm. Der Bugspriet der Mermaid wurde abgerissen, woraufhin man mit einem Meter Wasser im Frachtraum nach Sydney zurückkehrte. Nach der Reparatur konnte das Schiff ohne Probleme auslaufen, umrundete Cape York und segelte diesmal entlang der Küste nach Arnhemland. Bei der Goulburn Insel wurde Roe von Aborigines in einen Hinterhalt gelockt und überfallen und kam nur knapp mit dem Leben davon. Weiter in westlich hatte die Mermaid einen so großen Wassereinbruch, dass Kapitän King entschied, sie kielzuholen (engl. to careen), daher hat die Bucht Careening Bay ihren Namen. Als die Mermaid, selbst nach der Reparatur, immer noch ein Leck hatte, entschloss man sich, entlang der Süd- und Westküste nach Sydney, zurückzukehren. Im York Sound wurden zwei Flüsse entdeckt und erkundet, einer der beiden wurden nach Roes Vater Roe River benannt.
Bei der Rückkehr nach Port Jackson befand man die Mermaid als nicht länger seetüchtig vor und sie wurde durch die Brigg HMS Bathurst ersetzt. Im Mai 1821 startete Roe an Bord der Bathurst zu seiner vierten Expedition, der King Expedition von 1821. Sie segelten nordwärts entlang der Küste, als sie wegen schlechtem Wetter bei der Insel Cairncross vor Anker gehen mussten. Beim Einholen der Segel wurden versehentlich die Taue der vorderen Stagsegel losgelassen und Roe der sich auf der Mastspitze an den Tauen festgehalten hatte, stürzte 15 Meter tief auf das Deck des Schiffes. Bewusstlos, aber dennoch nicht schwer verletzt, erholte er sich schnell. Erst in späteren Jahren wurde dieser Vorfall mit seiner Erblindung auf dem rechten Auge in Zusammenhang gebracht.
Trotz des Unfalls ging die Expedition entlang der Westküste weiter, bis nach Roebuck Bay. Ende August segelten sie nach Mauritius, das sie nach drei Wochen wieder Richtung King George Sound verließen. Danach weiter an der Westküste Richtung Norden, bevor sie nach Port Jackson zurückkehrten. Während dieser Fahrt wurde Roe zum Leutnant befördert.
Zurück in Sydney, führte Roe die Vermessung des Hafens von Sydney durch. Obwohl sein Boot am 19. August 1822 kenterte, vier Menschen verloren dabei ihr Leben, wurde die Aufgabe von ihm zu Ende gebracht und 1826 von der Admiralität veröffentlicht. Kurz nach Beendigung dieser Aufgabe kehrte Roe nach England an Bord der Bathurst zurück, wo er im Juni 1823 eintraf.
Roes bekam seinen nächsten Auftrag am 2. Februar 1824. Seine Anweisungen lauteten mit der Tamar nach Australien zurücksegeln. Im Juli in Sydney angekommen, wurde er im nächsten Monat damit beauftragt, eine Siedlung auf der Melville-Insel einzurichten, was offiziell am 21. Oktober geschah. Kurz danach segelte die Tamar nach Bombay, dort wurde das Schiff ausgebessert und mit neuen Lebensmitteln beladen. Die restliche Zeit verbrachten sie mit der Kartografierung und verschiedenen Tätigkeiten für die Marine in der Gegend um Ceylon, Indien und Rangun. England befand sich zu dieser Zeit im Krieg mit Burma. Für Roes Dienste im Ersten Anglo-Birmanischen Krieg wurde er 1827 mit der mit Burmamedaille ausgezeichnet. Nach weiteren Exkursionen kehrte die Tamar nach England zurück, wo sie Ende November ankam.

## Surveyor-General von Western Australia

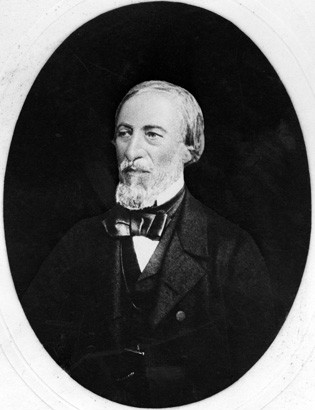
John Septimus Roe, um 1850

Zurück in England, verbrachte Roe einige Zeit damit seine Familie zu besuchen und sich gesundheitlich zu erholen. Zudem lernte er hier seine zukünftige Frau, Matilda Bennett kennen. Als es galt die Position des Surveyor-General von New South Wales zu besetzen, bekundete er Interesse. Ihm wurde allerdings mitgeteilt, dass die Stelle bereits vergeben sei. Kurz danach allerdings wurde ihm die Position des Surveyor-General von Western Australia angeboten, verknüpft mit der geplanten neuen Siedlung am Swan River. Roe nahm die Position, unter der Bedingung einer zivilen Anstellung, denn er wollte die Navy verlassen, an.
Mit dieser Zusage hatte Roe nur noch wenig Zeit, seine persönlichen Angelegenheiten in Ordnung zu bringen. Ohne Zeit zu verlieren, machte er Matilda Bennett einen Antrag und beide heirateten kurz danach. Nach der Kauf von persönlicher und beruflicher Ausrüstung gingen die Roes am 3. Februar 1829 an Bord der Bark Parmelia.
Mathilda Roes Vorliebe für Gartenarbeit, so wird behauptet, ist der Grund für den Knick in der St. Georges Terrace und Adelaide Terrace, den beiden Hauptstraßen durch die Innenstadt von Perth.

### Gründung der Swan River Kolonie

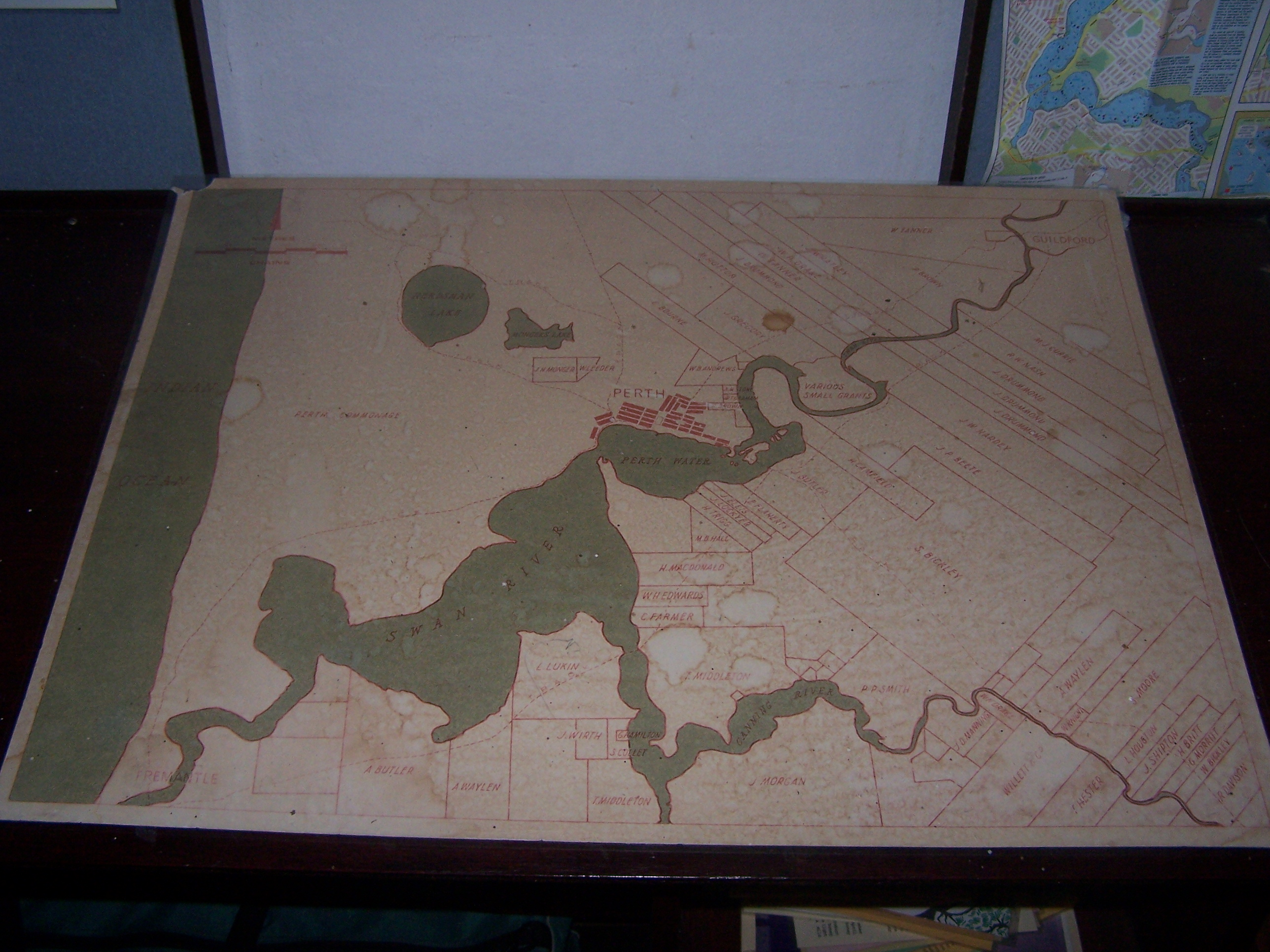
Karte der Swan River Kolonie etwa 1830

Die Parmelia erreichte den Swan River am 1. Juni 1829. Roe machte sich sofort auf, um erste vorläufige Karten von Hafen, Fluss und dem umgebenden Land zu erstellen. Die Gebiete, in welchen später Perth und Fremantle errichtet wurden, sind auf seine Empfehlung hin ausgewählt worden. Obwohl er nur einen Assistenten hatte, skizzierte er bereits grob das Aussehen der beiden Städte.
Wegen der Dringlichkeit sofort mit der Hafen und Stadtplanung zu beginnen, wurden bis September zunächst keine Farmgrundstücke kartografiert.
Die unerwartete Ankunft von drei Schiffen mit neuen Siedlern im August sorgte für extremen Druck auf Roes Abteilung, da alle erwarteten, sofort Land zugewiesen zu bekommen.
Bis zum April des folgenden Jahres brachten insgesamt 36 Schiffe weitere Siedler in die neue Kolonie, wodurch die Vermessungsbehörde in massiven Rückstand mit der Vermessung und Ausweisung aller Grundstücke geriet. Später sagte Roe über diese Zeit:

“I went there with the very first ship, with the first Governor, Captain Stirling. I had on my staff only one assistant surveyor, and what could be done with one assistant, with the whole of the townships to be fixed upon and surveyed, the country to be examined, the settlers located, the harbours to be surveyed, c. c.? It was perfectly impossible to do more than we did. Everything that could be done was done, but it was insufficient to place the people on their lands in time to prevent their sustaining very great losses.”

„Ich fuhr mit dem allerersten Schiff dorthin, bei mir an Bord war der erste Gouverneur, Kapitän Stirling. Ich hatte nur einen Vermessungsassistenten. Was kann man mit nur einem Assistenten ausrichten, wenn ganze Städte kartografiert und festgelegt werden müssen, den Siedlern Gebiete zugewiesen und die Häfen festgelegt werden müssen, usw. Es war völlig unmöglich, mehr zu tun als das was wir getan haben. Alles was getan werden konnte, wurde getan, aber es reichte nicht um allen Menschen rechtzeitig Land zu übergeben und sehr große Verluste in der Nahrungsmittelversorgung zu vermeiden.“

### Erforschung von Western Australia
John Septimus Roe führte in den Jahren von 1829 bis 1849 zahlreiche Expeditionen durch:
- Im Juni 1829 erforschte er den Swan River und Canning River.
- Im Januar 1830 erkundete er das Land bei Leschenault, den Collie, Ferguson und Preston River, Cape Naturaliste und Geographe Bay.
- Im November 1831 erkundete er das Gebiet um Albany, Doubtful Island Bay, Torbay, Wilsons Inlet, den Kalgan River und Kojonup.
- 1832 erkundete er den Hotham River und Williams River.
- 1834 erkundete er Pinjarra auf dem Murray River, danach Bunbury, Kojonup, Albany und zurück nach Perth; der Kampf von Pinjarra fand während dieser Expedition statt.
- 1835 erkundete er das Gebiet um Moorilup auf dem Kalgan River, danach erforschte er den Hay und Sleeman River.
- Im Oktober und November 1835 nahm er an der Great Southern Expedition teil, welche das Land zwischen Perth und Albany, das Great Southern, auf zwei verschiedenen Routen erkundete. Er sollte festlegen, wo die Straße, die die beiden Orte verbinden sollte, man besten gebaut werden soll.
- Im Oktober und November des folgenden Jahres erkundete Roe das Land 280 km östlich und 160 km nördlich von Perth.
- Im Dezember 1837 entdeckte und kartografierte er Peel Harbour und Warnbro Sound.
- Im Januar 1838 erkundete er die Küste zwischen Swan River und Cape Naturaliste.
- Im Juni 1838 führten ihn seine Erkundungen vom Swan River nach Bunbury entlang des Murray, Harvey, Collie und Preston River. Zurück kehrte er am Fuße der Roe und Darling Ranges.
- Im Mai 1839 durchquerte er, während einer Expedition, unbekanntes Gebiet, um drei Männer vor dem Verhungern zu retten. Die Männer waren Teil der desaströsen Expedition unter der Leitung von George Edward Grey nach Shark Bay.
- Im Dezember desselben Jahres reiste er mit Gouverneur Hutt auf einer neuen, unbekannten Route nach Albany und zurück.
- Im Juni 1847 erkundete er das Land um und nördlich von Champion Bay.
- Ab September 1848 führte er eine fünfmonatige Expedition:

“from Avon River to Stirling Range, and thence eastward to Russell Range and Cape Pasley on the south coast, and 60 to 100 miles inland, returning by different routes on this occasion discovered coal on the Rivers Fitzgerald and Phillips.”

„vom Avon River zur Stirling Range, von dort nach Osten zur Russell Range und Cape Pasley an der Südküste, dann 60 bis 100 Meilen landeinwärts, zurück auf verschiedenen Routen, bei der Gelegenheit Kohle am Fitzgerald und Phillips River entdeckt“

Roe wurde bei dieser Expedition ernsthaft verletzt und unternahm danach keine weiteren Expeditionen mehr.
Zusätzlich zu den vielen Unternehmungen, die er selbst leitete, wurden viele von ihm vorgeschlagen oder in seinem Auftrag durchgeführt, darunter die von Robert Dale, Augustus und Francis Thomas Gregory, Robert Austin, Charles Hunt und John Forrest. Roe wurde „Vater der Entdecker Australiens“ (engl. „father of Australian explorers“) genannt, da er nicht nur zahlreiche Expeditionen selbst geleitet, sondern ebenso viele in Auftrag gegeben hat.

## Vermächtnis
Sein wohl bedeutsamstes Vermächtnis war die Bewahrung des Kings Park. Bereits im Dezember 1830 antwortete Roe auf eine Anfrage, unterhalb von Mount Eliza Holz schlagen zu dürfen, mit:

“Mr. Mews to be informed that the neighbourhood of Mount Eliza is reserved for public purposes”

„Hiermit informiert ich Mr. Mews, dass das Gebiet um Mount Eliza für die Öffentlichkeit bestimmt ist“

Obwohl weitgehend unstrittig ist, dass Roes Nachfolger Malcolm Fraser und John Forrest, an der Einrichtung von Kings Park maßgeblich beteiligt waren, ist es Roes Verdienst den Park als erster dafür vorgesehen zu haben.
Roe war der Gründer und Präsident des Swan River Mechanics Institute. Er behielt diese Position bis zu seinem Tod. Aus diesem Institut gingen das Western Australian Museum und die State Library of Western Australia hervor. Roes große private wissenschaftliche Sammlung bildete die Basis für die Sammlung des Museums. Jackson (1989) hat dafür plädiert, Roe als Gründer beider Einrichtungen anzuerkennen.
Während Roes Zeit im Vermessungsamt versuchte er alle Tagebücher der Forschungs- und Erkundungsreisen in Western Australia abzuschreiben und auszuwerten. Sein Letterbook of Explorers' Journals existiert bis zum heutigen Tag. Daher hat Western Australia einen außergewöhnlich guten Überblick über die frühen Expeditionen, beinahe jedes Tagebuch, von 1827 bis zu seiner Rente 1870, ist noch vorhanden.
1955 erhielt die State Library eine große Sammlung von Roes Logbüchern, Tagebüchern und Briefen, als unbefristete Leihgabe. Eine der größten und wichtigsten privaten Sammlungen, die jemals an die Bibliothek übergeben wurde.

## Namensgebung
John Septimus Roes Name ist in Australien verbreitet:
- Die Stadt von Roebourne wurde nach ihm benannt.
- Mount Roe wurde von Phillip Parker King nach ihm benannt
- Roelands, eine Stadt in der Nähe von Bunbury
- Der Roe River wurde auch von King nach ihm benannt
- Von der Roe Range wird angenommen, zu seinen Ehren benannt worden zu sein, obwohl genaue Hintergründe nicht bekannt sind
- Die John Septimus Roe School in Perth
- Der Roe Highway, eine Hauptstraße in Perth, ist nach ihm benannt
- Ein giftiges Gras, entdeckt in der Nähe von Muntadgin wurde vom staatlichen Botaniker Charles Gardner als Roe poison bezeichnet. Dieser hatte es bereits zuvor in der Nähe von York gefunden.
- Roe Street in Perth
- Der Wahlbezirk Roe im Legislative Assembly of Western Australia. Er umfasst die Region von Lake Grace bis Esperance.
- Die John Septimus Roe Anglican Community School in Mirrabooka wurde im Jahr 1992 nach ihm benannt.
- Caladenia roei, eine Orchideenart, veröffentlicht in Benthams Flora Australiensis